# Гілл-топпінг
Гілл-то́ппінг — форма статевої поведінки тварин, при якій вони займають підвищені місця у біотопі, аби пришвидшити зустріч із статевим партнером.
Гілл-топпінг відомий у багатьох групах комах — у метеликів, бабок, джмелів, ос, бджіл, крилатих мурашок, жуків і мух.
Навіть невеликі зміни оточуючого середовища, спричинені людиною (трансформація рельєфу тощо), можуть позбавити тварин традиційних місць гілл-топінгу. Це може стати фактором зниження чисельності, зокрема метеликів. Це особливо небезпечно, тому що одна й та сама височина забезпечує успішне розмноження комах різних видів. Наприклад, у гірському районі Usery (Аризона, США зареєстрований гілл-топпінг 40 видів комах.

## Етимологія
Термін є транслітерацією відповідного англійського позначення явища: (від англ. hill — «підвищення, височина, пагорб» + topping — «той, що очолює, переважає». Німецький відповідник Gipfelbalz утворений аналогічним чином: нім. Gipfel  — «верхівка, найвища точка, зустріч на найвищому рівні» + Balz — токування (у птахів).

## Гілл-топпінг у метеликів
Подібна поведінка характерна для метеликів з родин косатцевих, синявців, німфалід та інших. Самці в період парування зосереджуються на верхівці пагорбів і гір, раз-у-раз злітають і знову сідають на рослини або каміння. Інколи така поведінка триває декілька днів поспіль. Аби зайняти найвищу ділянку, вони агресивно виганяють з неї самців-конкурентів. Навіть невеличка різниця у висоті може стимулювати гілл-топпінг. Роль вершини можуть відігравати високе стебло, квітуче дерево.
Готові до парування (як правило, першого) злітають на вершину і обирають партнера, що займає найвищу ділянку верхівки У цьому є ймовірно, є важливий біологічний сенс — такі самці найсильніші, найспритніші і ці якості можуть передатися нащадкам. Крім того, така поведінка забезпечує парування самок переважно з самцями, які ще не парувалися, оскільки після парування самці припиняють гілл-топінг або слабішають і їх відтісняють конкуренти.
Гілл-топпінг самців робить їх помітними для ворогів. Серед метеликів роду Acraea (родина Німфаліди) поширений паразит — муха Вольбахія. Їй набагато легше уразити самців і через це їх чисельність набагато нижча, ніж у самок. У Бразилії спостерігали масове поїдання птахами ґедзів під час гілл-топпінгу останніх.

## Гілл-топпінг у інших комах
Серед жуків гілл-топпінг відомий серед жуків-стрибунів, а також з родин Вусачів і антрибід (Anthribidae). Зокрема, у одного з останніх — виду Exechesops leucopis гілл-топпінг характерний для самок, які час від часу біжать на верхівки сухих гілок і там сюрчать і роблять характерні колові і напівколові повороти тіла.